# Sąd królewski
Treść tego artykułu od 2022-08 należy opracować w taki sposób, aby nie uwypuklała nadmiernie polskiej specyfiki / aby nie zawężała się tylko do polskich warunków
 Po wyeliminowaniu niedoskonałości należy usunąć szablon [[Szablon:Dopracować|]] z tego artykułu.

Sąd królewski – ogólna nazwa kilku sądów w dawnej Rzeczypospolitej, w których uczestniczył monarcha z tytułu zwierzchności sądowej w sprawach szczególnej wagi. W okresie monarchii stanowej w skład sądu królewskiego wchodzili dygnitarze i król.
Jego kompetencja rzeczowa obejmowała: zdradę, obrazę majestatu (tu bez udziału króla zgodnie z zasadą nemo iudex in causa sua), zbrodnie przeciw państwu i monarsze, sprawy, w których osiadłemu szlachcicowi groziła kara śmierci, konfiskata majątku lub utrata czci (ale bez czterech artykułów grodzkich), skargi na urzędników, sprawy o majątek i dochody króla, spory między stanami o zakres przywilejów stanowych.
W Rzeczypospolitej szlacheckiej kompetencje sądu królewskiego uległy rozdzieleniu pomiędzy sąd sejmowy, sąd asesorski, sąd relacyjny, sąd referendarski i sąd marszałkowski.